# راوية عطية
راوية عطية (19 أبريل 1926 - 9 مايو 1997) سياسية مصرية رائدة، وذات شهرة واسعة، كانت أول امرأة مصرية تكسب عضوية البرلمان بعد فوزها بعضوية مجلس الأمة في انتخابات سنة 1957، وهي أول امرأة مصرية تعمل في الجيش المصري بصفتها ضابطة.

## نشأتها
ولدت راوية عطية يوم 19 أبريل 1926 في محافظة الجيزة ، وأبوها كان سكرتير عام حزب الوفد عن محافظة الغربية ودخل السجن بسبب آرائه السياسية، وأكملت تعليمها على عكس أغلبية النساء المصريات في الحقبة الزمنية التي عاصرتها، وحصلت على شهادات جامعية في مجالات مختلفة وهي: الليسانس من كلية التربية جامعة القاهرة سنة 1947، ودبلوم في التربية وعلم النفس، وماچستير في الصحافة، ودبلوم في الدراسات الإسلامية، وقد اشتغلت راوية في التدريس لمدة 15 عاماً، وعملت في الصحافة فترة قصيرة لا تزيد عن ستة أشهر.

## حياتها العسكرية
في سنة 1956، كانت راوية عطية أول امرأة تعمل كضابطة في الجيش المصري وكان ذلك بعد حدوث العدوان الثلاثي على مصر، وقد دربت راوية 4000 امرأة على الإسعافات الأولية والتمريض لجرحى الحرب ووصلت لرتبة نقيب، وفي حرب أكتوبر سنة 1973 كانت راوية عطية رئيسة جمعية (أسر الشهداء والجنود) لذلك لقبت ب(أم المقاتلين الشهداء)، ونتيجة لدورها في خدمة الجيش المصري حصلت راوية على 3 جوائز عسكرية، وهي وسام 6 أكتوبر، وسام القوات المسلحة، والجيش الثالث الميداني.

## عضويتها في البرلمان المصري
بعد صدور دستور مصر 1956 في عهد الرئيس المصري الراحل جمال عبد الناصر، أصبح للنساء الحق لأول مرة في مصر على أن يدلين بأصواتهن وأن يرشحن أنفسهن في الانتخابات البرلمانية، وبناءً عليه رشحت راوية عطية نفسها لعضوية مجلس الأمة (الاسم السابق لمجلس الشعب المصري) في الانتخابات التي وقعت سنة 1957 عن محافظة القاهرة، حيث نجحت بالحصول على 110,807 أصوات، ودخلت التاريخ باعتبارها أول امرأة في مصر والدول العربية كلها تنجح في الانتخابات البرلمانية وتصبح عضو في البرلمان.
في انتخابات مجلس الأمة سنة 1959 خسرت راوية عطية في تجديد عضويتها للبرلمان، انضمت إلى الحزب الوطني الديموقراطي المصري، ورشحت نفسها مرة أخرى لعضوية مجلس الشعب في انتخابات سنة 1984، ونجحت هذه المرة وبقيت عضوة في البرلمان المصري للمرة الثانية، وفي سنة 1993 حصلت راوية عطية على منصب رئيس المجلس القومي للأسرة والسكان.

## وفاتها
توفيت راوية عطية يوم 9 مايو 1997 وعمرها 71 سنة.

## مراحع
1. ↑  Zevi، Tullia (30 يناير 1959). "Gals Should Get More Than Equal Rights in Egypt". بيتسبرغ برس. ج. 75 رقم  219. ص. 13. مؤرشف من الأصل في 2020-01-25. اطلع عليه بتاريخ 2010-02-10.
2. ↑  "Innovation for Egypt: Women Office Seekers Create Furor". The Spartanburg Herald. ج. 67 ع. 133: 8. 6 يونيو 1957. مؤرشف من الأصل في 2020-01-25. اطلع عليه بتاريخ 2010-02-08.
3. ↑  Magdi، Ne'maat (25 أغسطس 2009). "راوية عطية: أول نائبة مصرية بعد الثورة" [Rawya Ateya: the First Egyptian Female Deputy After the Revolution]. الراي (صحيفة). The Parliament of Women. ع. 11012. ص. 7. مؤرشف من الأصل في 2012-06-15. اطلع عليه بتاريخ 2010-02-08.
4. ↑  أحمد رجائي (1994). 1000 شخصية نسائية مصرية (ط. الأولى). القاهرة: دار التحرير للطبع والنشر والتوزيع. ص. -37. ISBN:9772363011.
5. 1 2 3  Elmahdi، Eman (27 أكتوبر 2018). "راوية عطية أول نائبة مصرية وعربية". غالية لايف. مؤرشف من الأصل في 2020-01-11. اطلع عليه بتاريخ 2019-08-06.